# Тантал
Тантал (Ta, лат. tantalium) прелазни је метал B групе са атомским бројем 73. Име је добио по личности из грчке митологије — Танталу. Тантал је ретки, тврди, плаво-сиви, сјајни прелазни метал, изразито отпоран на корозију. Спада у групу ватросталних метала, који су доста кориштени као споредне компоненте у легурама. Хемијска инертност тантала чини га врло вредном супстанцом за израду лабораторијске опреме као и замену за платину. Данас се овај метал користи за танталске кондензаторе у електронској опреми као што су мобилни телефони, ДВД уређаји, системи видео-игара и рачунара. Тантал, увек као пратња хемијски сличног елемента ниобијума, јавља се у минералима танталиту, колумбиту као и колтану (мешавини колумбита и танталита).

## Историја
Тантал је открио Андерс Екеберг у Шведској 1802. године. Годину раније, Чарлс Хачет је открио елемент колумбијум. Године 1809. енглески хемичар Вилијам Хајд Воластон упоредио је оксиде изведене из оба елемента, колумбијума (колумбит) са густином од 5,918 g/cm3, те тантала (танталит) чија густина износи 7,935 g/cm3. Закључио је да су та два оксида, и поред разлика у измереној густина, била иста. Одлучио је да задржи назив тантал за тај елемент. Након што је Фридрих Велер потврдио Воластонова мерења, тадашњи научници су закључили да су колумбијум и тантал заправо исти хемијски елемент. Међутим, овај закључак је 1846. оповргнуо немачки хемичар Хајнрих Росе, који је тврдио да у узорку танталита има два елемента. Дао им је имена по деци митолошког Тантала: ниобијум (према Ниоби, божици суза) и пелопијум (према Пелопу). Касније је претпостављени елемент „пелопијум” идентификован као мешавина тантала и ниобијум, а доказано је да је ниобијум заправо колумбијум којег је већ 1801. открио Хачет.
Тек 1864. Христијан Вилхелм Бломстранд и Анри Атјен Сент-Клер Девил су недвосмислено доказали да постоје разлике између тантала и ниобијума, што је такође утврдио и Луј Ж. Труст, који је 1865. одредио емпиријске формуле за неке од њихових једињења. Каснија потврда дошла је 1866. од швајцарског хемичара Жан Шарла Галисар де Маригњака, који је такође доказао да се ради о само два елемента. Међутим, ова открића нису зауставила неке научнике које су све до 1871. објављивали чланке о такозваном илменијуму. Де Маригњак је први добио метални облик тантала 1864. када је редуковао тантал-хлорид загрејавајући га у атмосфери водоника. Први истраживачи су успевали да добију само нечисти тантал, а први релативно чисти дуктилни метал добио је Вернер фон Болтон 1903. у Шарлотенбургу (Берлин). Све док га није заменио волфрам, жице начињене од металног тантала су се користиле као филаменти за сијалице.
Назив за елемент тантал изведен је из истоименог митолошког бића, оца Ниобе из грчке митологије. У предању стоји да је он након смрти кажњен да стоји у води до кољена а изнад главе му расте прекрасно воће, а обоје га вечито мучи. (Ако се сагне да пије воду, она се повуче испод нивоа до којег он може досегнути, а ако покуша убрати воће, гране се подигну изнад његовог досега). Екеберг је написао „Овај метал којег називам тантал... делимично као алузију на немогућност метала да, када је уроњен у киселину, не апсорбира је и постане засићена”.
Деценијама, комерцијална технологија за раздвајање тантала од ниобијума укључивала је фракцијску кристализацију калијум хептафлуоротанталата из калијум оксипентафлуорниобат монохидрата. Тај процес је развио де Маригњак 1866. године. Ова метода је превазиђена а данас се користи издвајање (екстракција) растварача из раствора тантала који садрже флуориде.

## Особине

### Физичке
Тантал је тамни (плаво-сиви), густи, дуктилни, веома тврди метал, лако обрадив и изузетно добро проводи топлоту и електричну струју. Метал је познат по својој отпорности на корозију помоћу киселина; заправо на температурама испод 150 °, тантал је готово у потпуности „имун” на напад, обично врло агресивне, царске воде. Може се растварати у флуороводичној киселини или киселим растворима који садрже флуоридни јон и сумпор-триоксид, као и у растворима калијум хидроксида. Висока тачка топљења тантала од 3017 ° (тачка кључања 5458 °) премашује већину елемената осим волфрама, ренијума, осмијума (код метала) и угљеника.
Овај метал постоји у две кристалне фазе: алфа и бета. Алфа фаза је релативно дуктилнија и мекша; има просторно-центрирану кубичну структуру (просторна група, Im3m, константа решетке a = 0,33058&nbsp;nm), тврдоћу по Кнупу 200 до 400 HN а специфични електрични отпор 15–60 µΩּcm. Бета фаза је тврђа и крхкија; њена кристална симетрија је тетрагонална (просторна група P42/mnm, константе решетке a = 1,0194&nbsp;nm и c = 0,5313&nbsp;nm), тврдоћу по Кнупу 1000 до 1300 HN и релативно велики специфични електрични отпор од 170 до 210 µΩּcm. Међутим, бета фаза је метастабилна те прелази у алфа фазу након загрејавања на 750–775 °. Тантал у већим комадима готово у потпуности се састоји из алфа фазе, док се бета фаза појављује обично у виду танких слојева добијених процесима катодног распршавања (енгл. sputtering), хемијске диспозиције паром (CVD) или електрохемијском диспозицијом из еутектичних раствора истопљених соли.

### Хемијске
Тантал гради оксиде у којима је у оксидационим стањима +5 и +4 (TaO2). Најстабилније оксидационо стање тантала је +5, као што је то случај код тантал-пентоксида. Ово једињење је почетни материјал за добијање неколико других једињења тантала. Једињења се добијају растварањем пентоксида у базним хидроксидним растворима или њиховим растарањем са другим металним оксидима. Неки од примера су литијум-танталат (3) и лантан-танталат (4). Код литијум-танталата, не јавља се танталатни јон TaO−
3, уместо њега овај део формуле се представља везама октаедралног TaO7−
6 који гради тродимензионални оквир перовскита, док лантан-танталат садржи усамљене тетраедарске TaO3−
4 групе.
Флуориди тантала се могу искористити за њихово одвајање од ниобијума. Тантал гради халогена једињења у оксидационим стањима +5, +4 и +3 типа TaX
5, TaX
4 и TaX
3, мада су познати и вишејезгарни комплекси и субстехиометријска једињења. Тантал-пентафлуорид (TaF5) јесте бела супстанца чија је тачка топљења 97,0 ° док је тантал-пентахлорид (5) такође бео, али с тачком топљења од 247,4 °. Тантал-пентахлорид се хидролизује водом и реагује с додатним танталом при повишеним температурама дајући црни и веома хигроскопни тантал-тетрахлорид (4). И док се трихалиди могу добити редукцијом пентахалида с водоником, дихалиди уопште не постоје. Легуре тантала и телур граде квазикристале. Године 2008. су откривена једињења тантала чија оксидациона стања се крећу и до -1.
Као што је то случај и код већине других ватросталних метала, најтврђа позната једињења тантала су његови стабилни нитриди и карбиди. Тантал-карбид, Tac, као и много више кориштени волфрам-карбид, је веома тврди керамички материјал, кориштен такође за израду алата за сечење. Тантал(III)-нитрид се користи као танки филм-изолатор у неким процесима производње микроелектронских компоненти. Хемичари при Националној лабораторији у Лос Аламосу, САД, развили су композитни материјал од тантал-карбида и графита, који је прозван најтврђим материјалом икад синтетисаним. Корејски истраживачи развили су аморфну легуру од тантала, волфрама и бакра, која је много флексибилнија и два до три пута јача од обичних челичних легура. Постоји и два тантал-алуминида: TaAl3 и . Они су врло стабилни, ватростални и рефлективни, а постоји идеја о њиховој употреби као огледала за инфрацрвене таласе.

### Изотопи
Тантал у природи се састоји из два изотопа:  (са уделом од 0,012%) и 181Ta (99,988%). Изотоп 181Ta је стабилан. За изотоп  означава метастабилно стање) се претпоставља да се распада на три начина: изомерском транзицијом на основно стање 180Ta, бета распадом на 180W или захватом електрона на 180. Међутим, радиоактивност овог нуклеарног изомера никад није потврђена нити измерена, а постављена је само доња граница његовог времена полураспада од 2,0 × 1016 година.
Основно стање изотопа 180Ta има време полураспада од само 8 сати.  је једини нуклеарни изомер који се јавља у природи (не рачунајући радиогенске и космогенске краткоживе нуклиде). Такође је и најређи изотоп у свемиру, ако се рачуна елементарна распрострањеност тантала и изомерски удео  у природној смеси изотопа (ни овде се не рачунају радиогенски и космогенски краткоживећи нуклиди). Тантал се теоретски проучавао као материјал за радиоактивну атомску „прљаву бомбу” (иако је кобалт много познатији материјал за ту хипотетску намјену). У таквој бомби спољна љуска направљена од 181Ta би била изложена интензивној радијацији високоенергетског неутронског тока из хипотетске експлозије нуклеарне бомбе. На тај начин тантал би прешао (трансмутирао) у радиоактивни изотоп 182Ta, чије време полураспада износи 114,4 дана производећи гама-зраке са отприлике 1,12 MeV (милиона електрон-волти) енергије по атому, што би знатно повећало радиоактивност нуклеарног отпада насталог после експлозије током неколико месеци. Такве "прљаве" бомбе никад нису направљене нити тестиране, барем у мери да није јавно објављено, а засигурно никад нису кориштене као оружје.
Тантал се може употребљавати као материјал за мете за снопове убрзаних протона, који се користе за добијање разних краткоживећих изотопа попут 8, 80 и 160.